# Dúbrovka (Nóvgorod)
|  | Per a altres significats, vegeu «Dubrovka». |

Dúbrovka (en rus: Дубровка) és un poble de l'óblast de Nóvgorod, a Rússia, segons el cens del 2010 tenia 34 habitants.